# Nerudia atacama
Espèce
Nerudia atacama est une espèce d'araignées aranéomorphes de la famille des Pholcidae.

## Distribution
Cette espèce est endémique  de la région d'Atacama au Chili,. Elle se rencontre vers Vallenar.

## Description
Le mâle holotype mesure 1,39 mm et les femelles de 1,23 à 1,35 mm.

## Systématique et taxinomie
Cette espèce a été décrite par Huber en 2000.

## Étymologie
Son nom d'espèce lui a été donné en référence au lieu de sa découverte, la région d'Atacama.

## Publication originale
- Huber, 2000 : « New World pholcid spiders (Araneae: Pholcidae): A revision at generic level. » Bulletin of the American Museum of Natural History, no 254, p. 1-348 (texte intégral).